# 真野あゆみのラックにステイ!
『真野あゆみのラックにステイ!』（まのあゆみのラックにステイ!）は、2020年11月24日からRadiotalkで配信されているラジオ番組。パーソナリティは真野あゆみ（愛称は「真野ちゃん」）。

## 番組概要
真野あゆみがスタッフやリスナーと共に、楽しくお話をしていく番組。
番組のコーナーもいくつかあり、おたよりも募集している。
はじめは生配信と収録回を交互に配信していたが、途中で生配信のみになり、2021年9月（第41回）からは毎週生配信と月に1回の収録回へと変更された。
収録回は今も聴くことができるが、生配信のアーカイブ期間は1週間となっている。
時々、食レポ回などの特別回が開催される。
リスナーたちの総称は「チーム真野」。
2023年7月から、月間のギフトランキングNo.1の方には電話で直接お礼を伝える企画が始まった。
2023年8月末（第165回）から、ニコニコ生放送で「真野あゆみのラックにステイ！動画版！」がスタートした。
毎月月末は動画配信回となり、Radiotalkの配信は1回お休みとなる。
動画版の配信は、Radiotalkの生配信と同じ時間帯で行われる。
2023年12月26日（第185回）の配信をもって番組は終了。

## 番組コーナー
ふつおた
ふつうのおたより
みんな一週間なにしてた？
ハッシュタグ『#真野あゆみのラックにステイ』を付けてTwitterで呟いたリスナーの日常を紹介するコーナー。飯テロコーナーになりがち。
みんなでお誕生日をお祝いしよう
毎月月初の生配信で、その月がお誕生日の方をみんなでお祝いするコーナー。この時流れる拍手のSEは、イベントの時に収録したリスナーたちの拍手の音。
五十音クイズ
とあるお題（単語）を、真野あゆみのヒントを元に当てていくコーナー。正解すると、何が起こるか分からない「まのポイント」が貰える。
どうしても伝えたいこと
真野あゆみがどうしても伝えたいことを発信するコーナー。主に野球関連の話が多い。
ハートフルエピソード報告会
リスナーが体験したハートフルなエピソードを紹介し、みんなでほっこりするコーナー。創作エピソードも可。
トークテーマ
毎週、お題に沿ったトークテーマを募集。厳選された1名が読まれ、「まのポイント」が貰える。
あげみは何を食べているのでしょうか
コンビニで売ってるおやつを真野あゆみが食べている音を聞いて、何を食べているか当てるコーナー。おやつタイムとも言う。
まのカルタを作ろう【終了】
「あ」から始まる言葉で、真野あゆみやラジオに関連する読み札をリスナーから募集し、絵札を真野あゆみが描くというコーナー。無事「ん」まで完成し、2022年10月18日にコーナーは終了した。絵札は真野あゆみのtwitterで見ることができる。絵札のイラストが可愛いとリスナーから好評だった。完成したまのカルタの販売は検討中とのこと。

## ゲスト
- 2020年12月1日（第2回） - 引坂理絵
- 2020年12月15日（第4回） - 引坂理絵
- 2021年1月5日（第7回） - 前田玲奈
- 2021年1月12日（第8回） - 村井雄治
- 2021年1月26日（第10回） - 前田玲奈
- 2021年2月23日（第14回） - 森永千才
- 2021年6月1日（第28回） - 小若和郁那
- 2022年6月7日（第90回） - 貫井柚佳
- 2022年11月22日（第118回） - そんない竹内（Radiotalker）
- 2023年5月30日（第149回） - 渡部紗弓

## イベント
- 2022年2月5日　-♡Happy Valentine♡- 真野あゆみのラックにステイ！ at Asagaya/LoftA vol.０ は、延期になったけど、せっかく時間を空けてもらったので、 みんなで楽しく時間を過ごそう！[2]
- 2022年4月24日　-☆Happy Birthday☆- 真野あゆみのラックにステイ！ at Asagaya/LoftA こんどこそvol.1[3]
- 2024年1月28日　真野あゆみのラックにステイ！3年間ありがとう！トーキングライブ！（仮）